# Lower Connecticut River Valley

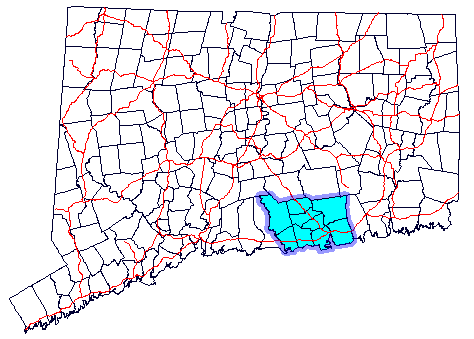
Lower Connecticut River Valley.

Lower Connecticut River Valley är en region i delstaten Connecticut i USA, belägen där Connecticutfloden och Long Island Sound möts. Området består av städerna i södra Middlesex County samt västra delen av New London County. Området ligger i delstatens sydöstra-centrala delar, och omfattar städerna Chester, Clinton, Deep River, Essex, Killingworth, Lyme, Old Lyme, Old Saybrook och Westbrook. 
Route 154 (tidigare Route 9A) går längsmed floden, från Middletown till Old Saybrook.

## Historia
De äldsta förhistoriska fynden i området har (januari 1984) daterats till cirka 8000 före Kristus.

### Fotnoter
1. ↑  ”Prehistory of the Lower Connecticut River Valley” (på engelska). Connecticuts universitet. januari 1984. http://digitalcommons.uconn.edu/dissertations/AAI8509510/. Läst 7 november 2015.